# Epigynopteryx africana
Epigynopteryx africana är en fjärilsart som beskrevs av Aurivillius 1910. Epigynopteryx africana ingår i släktet Epigynopteryx och familjen mätare. Inga underarter finns listade i Catalogue of Life.